# Новочелкасинское сельское поселение
Новочелкасинское се́льское поселе́ние — муниципальное образование в Канашском районе Чувашии Российской Федерации.
Административный центр — деревня Малое Тугаево.

## История
Статус и границы сельского поселения установлены Законом Чувашской Республики от 24 ноября 2004 года № 37 «Об установлении границ муниципальных образований Чувашской Республики и наделении их статусом городского, сельского поселения, муниципального района и городского округа»

## Население
| 2010  | 2012  | 2013  | 2014  | 2015  | 2016  | 2017  |
| ----- | ----- | ----- | ----- | ----- | ----- | ----- |
| 1373  | ↘1335 | ↘1300 | ↘1265 | ↘1255 | ↘1241 | ↘1213 |
| 2018  | 2019  | 2020  | 2021  |       |       |       |
| ↘1201 | ↘1194 | ↘1184 | ↘1172 |       |       |       |

## Состав сельского поселения
| № | Населённый пункт | Тип населённого пункта          | Население |
| - | ---------------- | ------------------------------- | --------- |
| 1 | Вторые Хормалы   | деревня                         | →233      |
| 2 | Малое Тугаево    | деревня, административный центр | ↗213      |
| 3 | Новые Челкасы    | деревня                         | →217      |
| 4 | Оженары          | деревня                         | →592      |
| 5 | Чинквары         | выселок                         | →57       |
| 6 | Шихазаны         | выселок                         | →62       |